# Diano d'Alba

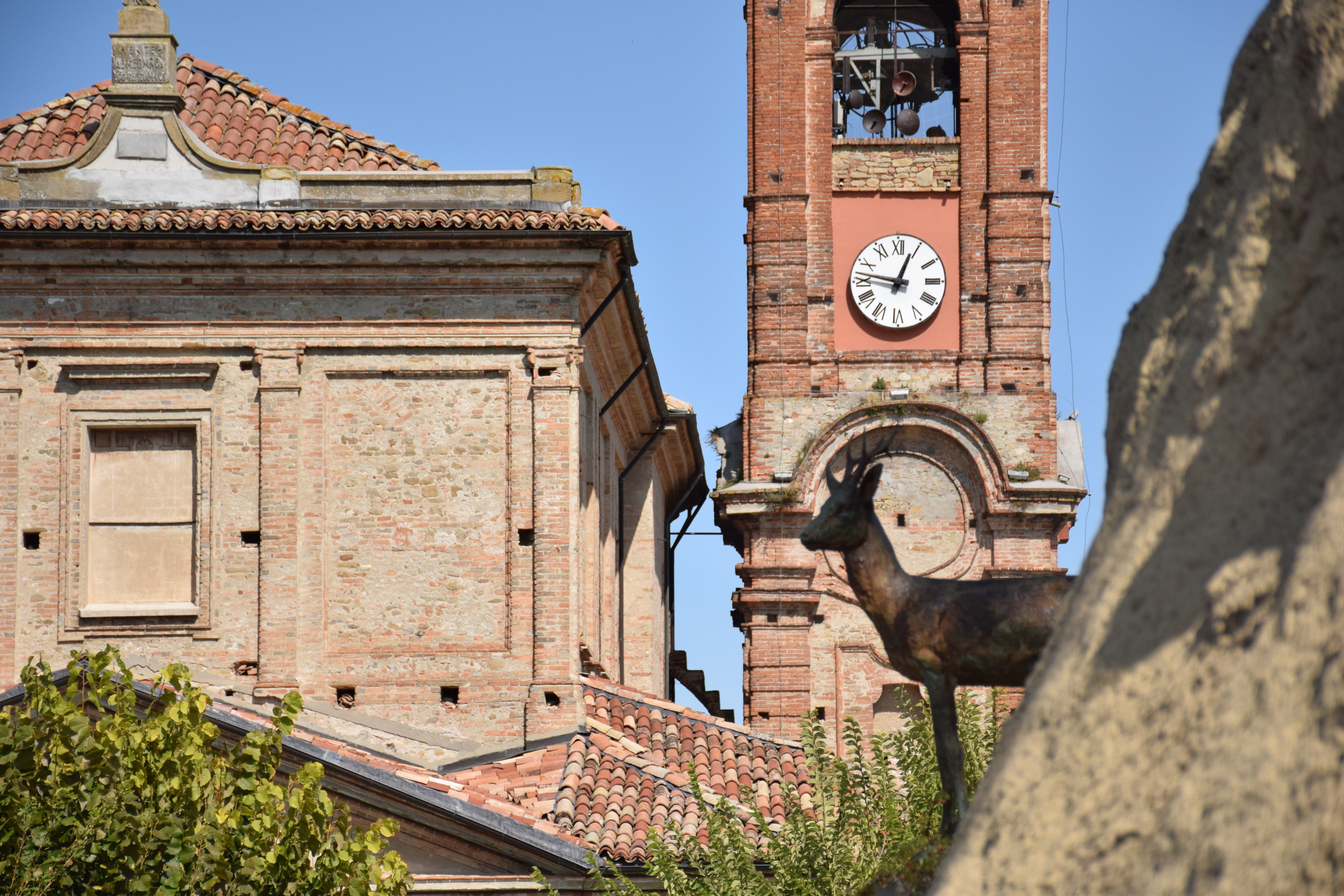
Diano d'Alba

Diano d'Alba (Dian in piemontese) è un comune italiano di 3 576 abitanti della provincia di Cuneo in Piemonte.

## Storia
Nell'area dell'attuale belvedere esisteva un castello di origine medievale, che fu fatto abbattere da Vittorio Amedeo I di Savoia dopo il Trattato di Cherasco del 1631.

### Simboli
Lo stemma e il gonfalone del comune di Diano d'Alba sono stati concessi con il decreto del presidente della Repubblica del 21 marzo 1983.

## Monumenti e luoghi d'interesse
- Chiesa di San Giovanni Battista
- Chiesa di San Sebastiano

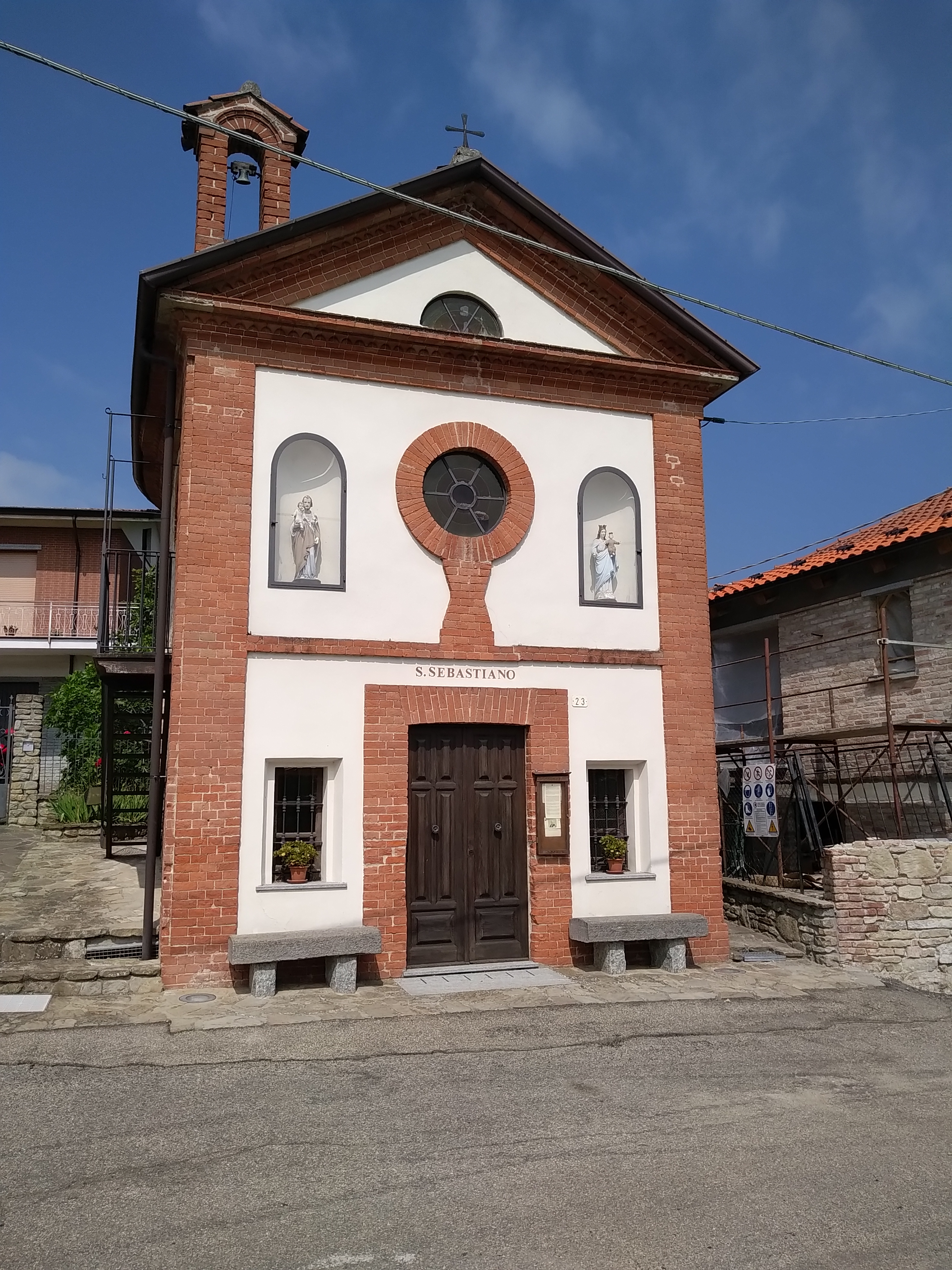
Chiesetta di San Sebastiano a Diano d'Alba

- Belvedere sul piazzale della Chiesa parrocchiale di San Giovanni Battista

## Società

### Evoluzione demografica
Negli ultimi cinquant'anni, a partire dal 1971, la popolazione residente è aumentata del 62 %.
Abitanti censiti

### Etnie e minoranze straniere
Secondo i dati Istat al 31 dicembre 2017, i cittadini stranieri residenti a Diano d'Alba sono 295, così suddivisi per nazionalità, elencando per le presenze più significative:
1. Romania, 134
2. Repubblica di Macedonia, 87

## Economia
Il territorio è ricco di vigneti di pregio ed è incluso nell'itinerario enogastronomico e turistico Strada del Barolo e dei Grandi Vini di Langa.
 Diano d'Alba è Comune capofila dell'iniziativa di promozione territoriale "Langa del sole" 

### Aziende
In frazione Valle Talloria ha sede l'azienda Giordano Vini, specializzata nella produzione e vendita di vini e specialità alimentari.

## Amministrazione
Di seguito è presentata una tabella relativa alle amministrazioni che si sono succedute in questo comune.
| Periodo        | Periodo           | Primo cittadino        | Partito                            | Carica  | Note   |
| -------------- | ----------------- | ---------------------- | ---------------------------------- | ------- | ------ |
| 7 giugno 1985  | 22 maggio 1990    | Lorenzo Destefanis     | Democrazia Cristiana               | Sindaco | [ 10 ] |
| 22 maggio 1990 | 24 aprile 1995    | Lorenzo Destefanis     | lista civica                       | Sindaco | [ 10 ] |
| 24 aprile 1995 | 14 giugno 1999    | Gianfranco Alessandria | Indipendente                       | Sindaco | [ 10 ] |
| 14 giugno 1999 | 14 giugno 2004    | Lorenzo Destefanis     | lista civica                       | Sindaco | [ 10 ] |
| 14 giugno 2004 | 24 settembre 2004 | Lorenzo Destefanis     | lista civica                       | Sindaco | [ 10 ] |
| 5 aprile 2005  | 30 marzo 2010     | Claudio Cardinale      | lista civica                       | Sindaco | [ 10 ] |
| 30 marzo 2010  | 1º giugno 2015    | Giuseppe Ciravegna     | lista civica                       | Sindaco | [ 10 ] |
| 1º giugno 2015 | in carica         | Ezio Cardinale         | lista civica: famiglia pace lavoro | Sindaco | [ 10 ] |

### Gemellaggi
- Diano Marina, dal 2007
- Néoules, dal 2007
- Dolegna del Collio, dal 2007